# Areu II
Àreu II (en grec antic: Ἄρευς; en llatí: Areus) fou fill pòstum d'Acròtat d'Esparta. Va néixer ja com a rei probablement el 264 aC, i va morir a l'edat de vuit anys. El va succeir el seu besoncle (germà de l'avi) Leònides II, segons que diu Plutarc.